# Megalogomphus junghuhni
Megalogomphus junghuhni är en trollsländeart som beskrevs av Maurits Anne Lieftinck 1934. Megalogomphus junghuhni ingår i släktet Megalogomphus och familjen flodtrollsländor. Inga underarter finns listade i Catalogue of Life.